# Завод цианіду натрію у Квінані
Завод цианіду натрію у Квінані – виробничий майданчик на заході Австралії, що знаходиться у потужній індустріальній зоні на південь від Перту.
Завод, який став до ладу в 1988 році, випускає цианід натрію, що широко використовується у золотодобувній промисловості. Проект реалізували через компанію Australian Gold Reagents Pty Ltd (AGR), засновниками якої з частками у 75% та 25% виступили Chemical Holdings Kwinana (дочірня структура компанії CSBP, що має у Квінані потужний комплекс з виробництва добрив) та Coogee Chemicals (володіє у Квінані заводами хімії хлору та хімічних реагентів).
Технологічний процес передбачає використання метану, який надходить від газопереробного заводу у Квінані, та аміаку (отримують від зазначеного вище заводу добрив CSBP) для продукування синильної кислоти. Далі ця кислота перетворюється на цианід натрію реакцією з каустичною содою (може постачатись з заводу хімії хлору).
Первісно потужність майданчику становила 15 тисяч тонн цианіду натрію на рік. Вже у 1995-му її збільшили до 32 тисяч тонн, а в 1999 – 2003 роках із запуском другої технологічної лінії цей показник в два етапи довели до 58 тисяч тонн. Процес збільшення потужності продовжувався і в подальшому – у 2008-му вона досягнула 65 тисяч тонн, а в 2020-му вже дорівнювала 90 тисяч тонн.